# Bolivartunnel
De Bolivartunnel is een tunnel voor wegverkeer in de Belgische stad Antwerpen, gelegen aan de wijk Zuid. De tunnel verbindt de Leien (N113, Amerikalei) met de autosnelweg A112, die op het Kiel aansluit op de A12 richting Brussel. De Bolivartunnel bestaat uit twee tunnelkokers met een maximale hoogte van 4 meter en is gelegen onder het nieuwe Antwerpse gerechtsgebouw en onder de Bolivarplaats.
De tunnel is tezelfdertijd aangelegd als het gerechtsgebouw (Vlinderpaleis) en vervangt de oude Amamtunnel die ongeveer op dezelfde plaats lag. Amam was in feite een afkorting die stond voor "Aansluiting met Amerikalei". De naam wordt sporadisch nog gebruikt voor de huidige Bolivartunnel.
Bevrijdingstunnel · Blauwtorentunnel · Bolivartunnel · Jeanne Brabantstunnel · Jos Brabantstunnel · Craeybeckxtunnel · Frans Tijsmanstunnel · Gasthuistunnel · Jan De Vostunnel · Kennedytunnel · Krijgsbaantunnel · Liefkenshoektunnel · Sint-Annatunnel · Van Eycktunnel · Valaartunnel · Waaslandtunnel